# Simulium binuanense
Simulium binuanense är en tvåvingeart som beskrevs av Takaoka 2008. Simulium binuanense ingår i släktet Simulium och familjen knott.
Artens utbredningsområde är Filippinerna. Inga underarter finns listade i Catalogue of Life.